# خيرية بوبطان
خيريّة بوبطان، كاتبة وشاعرة من تونس، ولدت عام 1974 في تونس. عملت أستاذة للغة والآداب العربية بالمعهد الثانوي بمدينة جرجيس، وهي باحثة منتسبة بكلية الآداب منوبة تونس.

## السيرة الذاتية
ولدت الكاتبة والشاعرة خيريّة بوبطان عام 1974 في تونس وعملت أستاذة للغة والآداب العربية بالمعهد الثانوي بمدينة جرجيس، وهي باحثة منتسبة بكلية الآداب منوبة تونس في الأنثروبولوجيا الثقافية. بدأت بكتابة الشعر منذ سنوات التعلم الأولى بالمدرسة حتى آخر سنوات الجامعة ثم توقفت عن الكتابة لتسع سنوات قبل كتابة روايتها الأولى “عايش ميّت” في العام 2011 والتي صدرت في العام
2013. لها رواية “المندسّة” التي لم تصدر بعد وثلاث مجموعات شعرية، وصدر لها عن دار التنوير رواية “ابنة الجحيم”. انتهت مؤخّرا من روايتها الثالثة «غرفة العنكبوت». 

## أعمال الكاتبة[4][5]
- ابنة الجحيم، دار التنوير للطباعة والنشر، 2017.[6]
- عايش ميّت، 2011.
- المندسّة.
- غرفة العنكبوت.